# Matancillas, San Luis Potosí
Matancillas är en ort i Mexiko.   Den ligger i kommunen Mexquitic de Carmona och delstaten San Luis Potosí, i den centrala delen av landet, 400 km nordväst om huvudstaden Mexico City. Matancillas ligger 1 944 meter över havet och antalet invånare är 602.
Terrängen runt Matancillas är platt åt sydost, men åt nordväst är den kuperad. Runt Matancillas är det ganska tätbefolkat, med 54 invånare per kvadratkilometer. Närmaste större samhälle är San Luis Potosí, 15,2 km sydost om Matancillas. Omgivningarna runt Matancillas är i huvudsak ett öppet busklandskap.